# Gouvernement Embaló
Djá II Gomes II
Le gouvernement Embaló est le gouvernement de Guinée-Bissau du 26 novembre 2016 au 16 avril 2018.

## Historique

### Formation
Un accord de sortie de crise est signé à Conakry le 12 octobre 2016, et Umaro Sissoco Embaló (PAIGC) devient Premier ministre le 18 novembre 2016, sa nomination est cependant contestée par le PAIGC.

### Succession
Le 16 janvier 2018, Embaló démissionne à la demande de la Cédéao. Vaz nomme alors Artur Silva avec le soutien du MADEM-G15 et des 41 députés du Parti du renouveau social (PRS), auparavant dans l'opposition. La crise perdure ainsi au sein de la classe politique.
Le 16 avril 2018, José Mário Vaz nomme par décret Aristides Gomes au poste de Premier ministre afin de « mettre fin définitivement » à la crise politique qui dure depuis des années. C'est le résultat d'une décision prise par la CEDEAO lors d'un sommet tenu à Lomé le 15 avril.

## Composition
La composition est la suivante.
| Portefeuille                                                                                      | Titulaire | Titulaire                       | Parti |
| ------------------------------------------------------------------------------------------------- | --------- | ------------------------------- | ----- |
| Premier ministre                                                                                  |           | Umaro Sissoco Embaló            | PAIGC |
| Ministre d'État Ministre de la Présidence du Conseil des ministres et des Affaires parlementaires |           | Malal Sané                      | PAIGC |
| Ministre d'État Ministre de l'Énergie                                                             |           | Florentino Mendes Pereira       | PRS   |
| Ministre d'État Ministre des Ressources naturelles                                                |           | Barros Bacar Banjai             | PAIGC |
| Ministre d'État Ministre de l'Intérieur                                                           |           | Botche Candé                    | PRS   |
| Ministre d'État Ministre des Combattants de la liberté de la patrie                               |           | Aristides Ocante da Silva       | PAIGC |
| Ministre d'État Ministre de l'Économie et des Finances                                            |           | Joao Alage Mamadu Fadia         |       |
| Ministre des Affaires étrangères, de la Coopération internationale et des Communautés             |           | Jorge Malú                      | PRS   |
| Ministre de la Défense nationale                                                                  |           | Eduardo Costa Sanhá             |       |
| Ministre de l'Administration territoriale et du Développement local                               |           | Sola Nquilim Nabitchita         | PRS   |
| Ministre de la Justice et des Droits de l'Homme                                                   |           | Rui Sanhá                       |       |
| Ministre des Travaux publics, du Logement et de l'Urbanisme                                       |           | Marciano Silva Barbeiro         | PAIGC |
| Ministre de l'Éducation nationale et de l'Enseignement supérieur                                  |           | Sandji Fati                     | PAIGC |
| Ministre de la Culture et des Sports                                                              |           | Gomes Barbosa Tomás             | PAIGC |
| Ministre de la Jeunesse                                                                           |           | Doménico Oliveira Sanca         | PAIGC |
| Ministre de la Santé publique                                                                     |           | Carlitos Barai                  | PRS   |
| Ministre de l'Action sociale, de la Famille et de la Promotion de la femme                        |           | Carlos Alberto de Barros        |       |
| Ministre de l'Agriculture, des Forêts et du Développement rural                                   |           | Nicolau dos Santos              | PRS   |
| Ministre de la Pêche et de l'Économie maritime                                                    |           | Orlando Viegas                  | PRS   |
| Ministre de la Réforme administrative et du Travail                                               |           | Tumane Baldé                    | PRS   |
| Ministre du Commerce                                                                              |           | Victor Mandinga                 |       |
| Ministre du Tourisme                                                                              |           | Fernando Vaz                    |       |
| Ministre de la Communication sociale                                                              |           | Victor Gomes Pereira            | PRS   |
| Ministre des Transports et aux Communications                                                     |           | Fidélis Forbs                   | PAIGC |
| Ministre de l'Environnement                                                                       |           | António Serifo Embaló           | PRS   |
| Secrétaire d'État aux Communautés                                                                 |           | Dino Seidi                      |       |
| Secrétaire d'État à la Coopération internationale                                                 |           | Augusto Poquena                 | PRS   |
| Secrétaire d'État chargé du Budget                                                                |           | José Adelino Vieira             |       |
| Secrétaire d'État chargée du Trésor                                                               |           | Felicidade Abelha               |       |
| Secrétaire d'État à la Gestion hospitalière                                                       |           | Maria Inácia Có Mendes Sanhá    | PRS   |
| Secrétaire d'État à l'Enseignement supérieur et à la Recherche scientifique                       |           | Elizabete Yalà                  | PRS   |
| Secrétaire d'État aux Forêts et à l'Élevage                                                       |           | Maria Evarista Andrade de Sousa |       |
| Secrétaire d'État à l'Enseignement de base, secondaire et professionnel                           |           | Iracema Rosário Iracema         |       |
| Secrétaire d'État à la Réforme administrative                                                     |           | Marcelino Simões Lopes Cabral   | PAIGC |
| Secrétaire d'État à la Sécurité et à l'Ordre public                                               |           | Francisco Malam Ndur Djatá      |       |
| Secrétaire d'État à la Planification régionale et à l'Intégration                                 |           | Jose Biai                       |       |
| Secrétaire d'État au Gouvernement local                                                           |           | Humiliano António Alves Cardoso |       |